# Kurt Hans
Friedrich Wilhelm Kurt Hans (* 14. April 1911 in Barmen; † 20. Oktober 1997 in Wuppertal) war ein deutscher SS-Hauptsturmführer, Teilkommandoführer des Sonderkommandos 4a der Einsatzgruppe C und verurteilter Kriegsverbrecher.

## Leben
Kurt Hans war der siebte Sohn des Schreinermeisters Robert Hans. Er besuchte in Barmen zunächst die evangelische Volksschule, ab 1924 die Oberschule und absolvierte in 1930 die Reifeprüfung. Anschließend studierte Kurt Hans einige Semester Bergwissenschaften in Tübingen und Köln, musste aber das Studium im Frühjahr 1932 wegen des wirtschaftlichen Zusammenbruchs des väterlichen Betriebes abbrechen und mit Gelegenheitsarbeiten zur Existenzsicherung der Familie beitragen. Im Jahre 1933 fand er eine Anstellung bei der Städtischen Sparkasse in Wuppertal.
Vom 1. Juni 1931 bis zum 1. August 1933 gehörte er der SA an. Zum 1. März 1932 trat er der NSDAP bei (Mitgliedsnummer 1.014.830) bei. Im Januar 1934 wurde er bei der Kriminalpolizei in Wuppertal eingestellt. Im Februar 1937 erhielt er eine Kriminalkommissar-Anwärterstelle und nach Abschluss eines Lehrgangs an der Führerschule der Sicherheitspolizei in Berlin-Charlottenburg erfolgte am 9. Februar 1940 die Beförderung zum Kriminalkommissar. Im Juli 1938 trat er der SS bei. Ab Mai bis Oktober 1941 war er Teilkommandoführer des Sonderkommando 4a in der Einsatzgruppe C. Hans war als befehlsbefugter Offizier an mehreren Aktionen in Luzk, Shitomir, Radomyschl unmittelbar beteiligt. Am 29. und 30. September 1941 führte er die Aufsicht über die Erschießungskommandos in Babyn Jar bei Kiew. Anschließend wurde er zunächst Stellvertretender Leiter der Kripo in Mönchengladbach und Anfang 1944 zum Chef der Kriminalpolizeileitstelle in Würzburg.
Anfang April 1945 gelang es Hans und seiner Familie aus Würzburg zu entkommen und vorläufig unterzutauchen. Im Mai 1945 wurde er von den Amerikanern verhaftet. Im September 1945 wurde er nach Internierungslager Dachau gebracht. Hier wurde Hans im August 1946 wegen Beteiligung an der Erschießung von 4 amerikanischen Fliegern am 12. September 1944 in der Nähe von Ruppertshütten angeklagt, von dieser Anklage am 24. August 1946 aber freigesprochen. Es setzten alsdann neue Ermittlungen ein, deren Ergebnis die Anklage vom 18. August 1947 vor einem Gericht der Militärregierung war. Hans wurde an der Beteiligung an der Erschießung eines britischen Fliegers am 18. März 1945 bei Sommerhausen beschuldigt. Am 10. Oktober 1947 wurde er wegen seiner Verantwortung für die Ermordung alliierter Jagdflieger durch ein US-Militärgericht in Dachau zum Tode durch Strang verurteilt. Im Januar 1951 wurde die Todesstrafe für Hans in lebenslängliche Haft umgewandelt. Am 4. Oktober 1954 wurde er aus dem Kriegsverbrechergefängnis Landsberg entlassen. Danach wurde er als Versicherungskaufmann eines Wuppertaler Unternehmens tätig. Im Mai 1965 wurde er festgenommen. Am 29. November 1968 wurde er wegen gemeinschaftlicher Beihilfe zum Mord vom LG Darmstadt zu 11 Jahren Haft verurteilt. Im September 1970 wurde ihm gegen gewisse Auflagen und unabhängig von seinem Gesundheitszustand Haftverschonung zugebilligt.